# Potez 62
Potez 62 là một loại máy bay chở khách dân dụng 2 động cơ của Pháp, do Henry Potez thiết kế vào năm 1934.

## Biến thể
Potez 62
Potez 621

## Quốc gia sử dụng
Pháp
- Air France
- Không quân Pháp Tự do

## Tính năng kỹ chiến thuật (Potez 62)
Dữ liệu lấy từ World Encyclopedia of Civil Aircraft
Đặc điểm tổng quát
- Kíp lái: 3
- Sức chứa: 14-16 hành khách
- Chiều dài: 17,32 m (56 ft 10 in)
- Sải cánh: 22,45 m (73 ft 7¾ in)
- Chiều cao: 3,90 m (12 ft 9½ in)
- Diện tích cánh: 76,1 m²[2] (819 sq ft)
- Trọng lượng rỗng: 4.000 kg[2] (8.800 lb)
- Trọng lượng có tải: 7.500 kg (16.534 lb)
- Động cơ: 2 × Gnome-Rhône 14Kirs Mistral Major, 870 hp (649 kW)  mỗi chiếc

 Hiệu suất bay 
- Vận tốc hành trình: 280 km/h (151 knot, 174 mph) trên độ cao 2.000 m (7.500 ft)
- Tầm bay: 1.000 km (540 nmi, 621 mi)
- Trần bay: 7.500 m (24.600 ft)